# Форум молодых писателей России, стран СНГ и зарубежья «Липки»
Форум молодых писателей России, стран СНГ и зарубежья «Липки» (ФМП или «Липки») — ежегодное литературное мероприятие, которое проводится при поддержке Фонда СЭИП (неоф. "фонд Филатова"), министерства культуры РФ и Роспечати.

## Общая информация
Ежегодно форум собирает молодых писателей со всех уголков России и стран СНГ, дает возможность начинающим авторам войти в литературный процесс, стать частью профессионального писательского сообщество. Благодаря «Липкам» стали известны такие имена, как Захар Прилепин, Герман Садулаев, Роман Сенчин, Дмитрий Новиков и многие другие, также форум является кузницей современных литературных кадров—из его семинаров вышли такие критики, как Валерия Пустовая и Василина Орлова.

## История
Идея подобного форума родилась в кабинете министра культуры М. Е. Швыдкого, в диалоге с В. В. Григорьевым и С. А. Филатовым (инициатором выступил именно он) и заключалась в консолидации пишущей молодежи и профессиональной литературной среды, в первую очередь, в лице "толстых" литературных журналов. Первый форум прошел в 2001 году.

## Устройство фестиваля
ФМП включает в себя лекции, творческие встречи с известными писателями (например, с Фазилем Искандером и Олегом Чухонцевым), круглые столы, на которых ведутся оживленные дискуссии о современном литературном процессе и т.д, но основную часть программы составляют литературные семинары (мастер-классы), которые проводят редакции "толстых" литературных журналов.
Преимущественно проводится в Звенигороде, в разные годы проходил в Ульяновске и Иркутске.

## Семинары
Традиционно на форуме проводятся семинары по нескольким направлениям литературной деятельности—поэзия, проза, критика, драматургия.
Функционируют семинары журналов "Вопросы литературы", "Знамя", "Дружба Народов", "Нева", "Москва", "Арион" (до 2019 г.), "Октябрь" (до 2019 г.), "Звезда", "Новый Мир", "Юность" (все представлены в ЖЗ).
В нынешнее время семинары ведут такие деятели литературы как Игорь Шайтанов, Ольга Ермолаева, Андрей Василевский, Наталья Иванова, Галина Климова, Алексей Алехин, Станислав Куняев, Карина Сейдаметова, Андрей Тимофеев и многие другие.

## Отзывы
В разные годы приветственные письма участникам присылали В. В. Путин, А. И. Солженицин, представители МИД, общественной палаты РФ и другие видные деятели России.

Резко отрицательно о форуме высказывался Дмитрий Кузьмин:
Господам из Липок до зарезу нужны послушные и лишённые воображения молодые авторы, не опасные для старших товарищей (ибо какой может быть конфликт поколений между разновозрастными эпигонами?), — да не просто чтоб болтались под ногами, а чтобы были заметны в публичном пространстве.